# Campanula sclerotricha
Campanula sclerotricha är en klockväxtart som beskrevs av Pierre Edmond Boissier. Campanula sclerotricha ingår i släktet blåklockor, och familjen klockväxter. Inga underarter finns listade i Catalogue of Life.